# 埃克河
51°58′1″N 10°34′52″E / 51.96694°N 10.58111°E

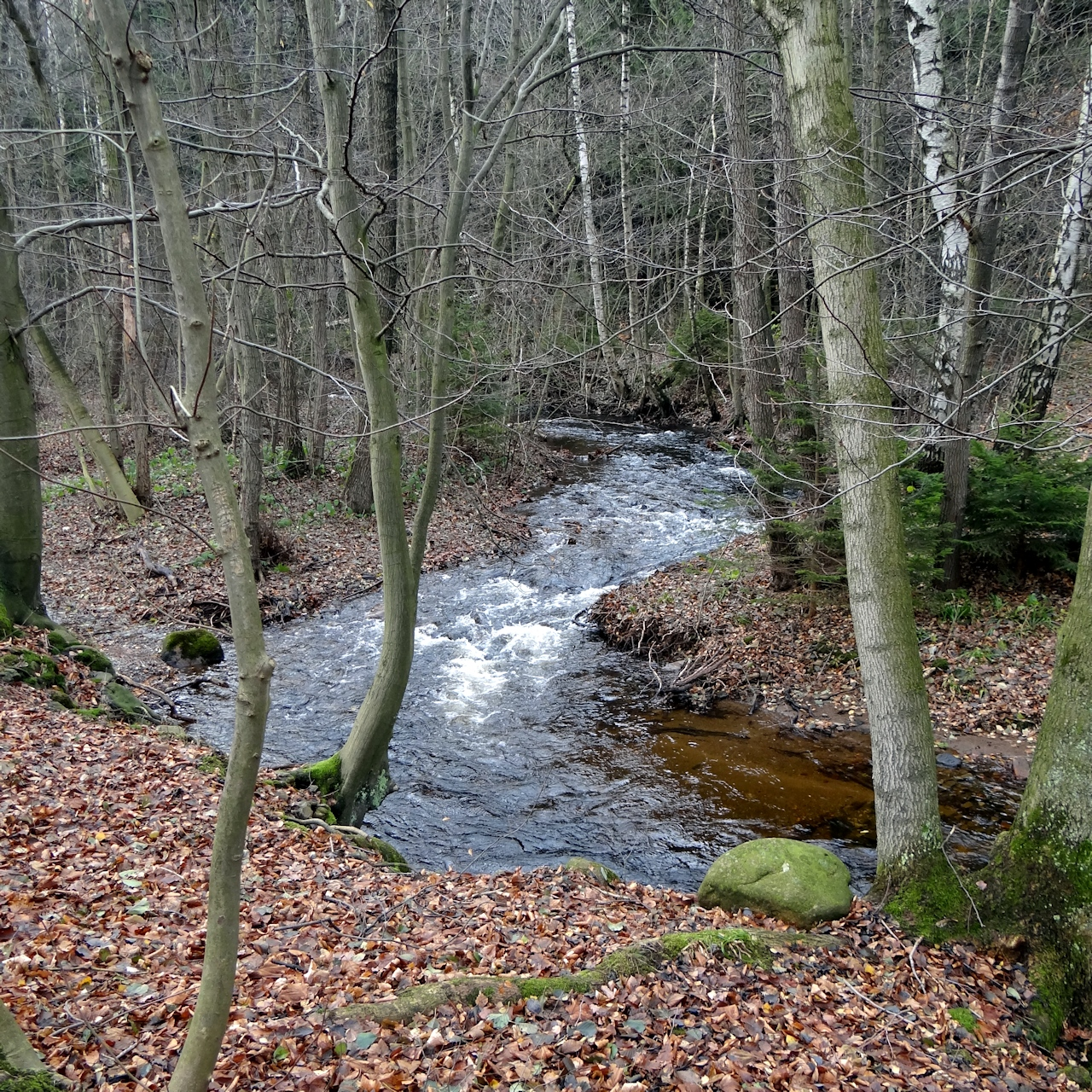
埃克河

埃克河（德語：Ecker），是德國的河流，位於該國北部，流經下薩克森州和薩克森-安哈爾特州，屬於奧克河的右支流，河道全長28公里，流域面積76平方公里，發源自布羅肯峰西南面。